# سیارک ۳۶۴۰
سیارک ۳۶۴۰ (به انگلیسی: 3640 Gostin، نامگذاری:1985TR3) سه هزار و ششصد و چهلمین سیارک کشف شده‌است که در ۱۱ اکتبر ۱۹۸۵ کشف شد.
قدر مطلق سیارک برابر ۱۲٫۹۰ است.